# Charaxes opinatus
Charaxes opinatus är en fjärilsart som beskrevs av Francis Arthur Heron 1909. Charaxes opinatus ingår i släktet Charaxes och familjen praktfjärilar. Inga underarter finns listade i Catalogue of Life.